# Claude-François Bertrand de Boucheporn
Pour les articles homonymes, voir Boucheporn (homonymie).
Claude-François Bertrand de Boucheporn, né le 4 novembre 1741 à Metz (Trois-Évêchés) et mort guillotiné à Toulouse le 20 février 1794, est un magistrat français et intendant de l’Ancien Régime. Il fut avocat au parlement de Metz (1761), puis avocat général (1768-1771), maître des requêtes au Conseil du roi (de 1772 à la Révolution), intendant de Corse (1775-1785), intendant de la généralité de Pau et Bayonne, puis Auch (de 1785 à la Révolution).
Sous la Terreur, il fut condamné à mort et guillotiné, à Toulouse, le 2 ventôse an II (20 février 1794), dans sa cinquante-troisième année.

## Magistrat au parlement de Metz (1761-1771)
Après des études au collège bénédictin Saint-Symphorien de Metz, Boucheporn étudie le droit à l'université de Pont-à-Mousson puis à la faculté de droit de Paris. Il est reçu avocat au parlement de Metz en 1761, puis, à vingt-sept ans, devient avocat général, fonction qu’il exercera de 1768 jusqu'à la suppression du parlement, le 21 octobre 1771.(Michel, 1845). Il entre au Conseil du roi en qualité de maître des requêtes le 29 avril 1772.(Nicolas, 1998).
Membre titulaire fondateur de la Société des Philathènes, une société littéraire créée à Metz en 1759 et à laquelle il contribuera regulièrement par ses travaux jusqu'en 1769, Boucheporn devint membre de la Société royale des sciences et des arts de Metz, le 10 avril 1769. Selon Maurice Bordes, le discours de reception qu'il prononce dans cette académie « montre combien le libéralisme économique et la physiocratie marquaient sa pensée ». Il sera également membre de la loge messine Saint-Jean de l'Amitié de Saint-Étienne où l'on retrouve de nombreux académiciens et parlementaires de Metz.
Dans sa Biographie du parlement de Metz (Michel, 1855), Emmanuel Michel introduit la notice biographique de Boucheporn ainsi : « Claude François Bertrand de Boucheporn fut un de ces hommes d’élite qui projettent une auréole de gloire sur le pays qui les a vus naître, sur la famille dont ils sont sortis et sur les compagnies auxquelles ils ont appartenu ».

### Le procès Valdahon vs Monnier (1771)
C’est en tant qu’avocat général que Boucheporn plaide avec succès le 21 mars 1771, au nom du ministère public devant le parlement, lors de l’affaire célèbre qui opposa M. de Valdahon, mousquetaire gris du Roi, au marquis de Monnier.
Ce dernier refusait à M. de Valdahon la main de sa fille, sous le prétexte qu’il l’avait séduite lors de sa minorité et avait alors compromis son honneur (l’affaire avait été effectivement jugée, aux dépens de M. de Valdahon, huit ans plus tôt). Cependant, Mlle de Monnier, « qui ne veut et ne peut avoir d’autre époux que M. de Valdahon », au sortir du couvent où elle fut tenue jusqu'à sa majorité, fit à son père de pressantes et respectueuses demandes en faveur de ce mariage, sans toutefois infléchir sa décision. Il s’ensuivit alors un long procès que l’opinion suivit avec passion.
À la suite du réquisitoire de Boucheporn qui dura dix heures, le parlement débouta le marquis de Monnier, prit Mlle de Monnier sous sa protection jusqu'à son mariage, qui eut lieu en mai 1771, et condamna le marquis de Monnier à verser 60 000 livres de dommages-intérêts à M. de Valdahon qui avait été injustement diffamé. (Begin, 1829 ; Durand, 1866). « Tout Metz a été enchanté de cet Arrêt. On y a crié Vive le Parlement et Mr. de Valdahon », peut on lire dans une chronique de l’époque.

## Intendant de Corse (1775-1785)
En avril 1775, Boucheporn est envoyé comme « intendant de justice, police, finances,… » en Corse, île qui avait été cédée à la France par la république de Gênes en 1768, et dont Charles Louis de Marbeuf était le gouverneur. Il a alors trente-quatre ans. Maurice Bordes écrit: « Marqué par la philosophie des Lumières, le libéralisme économique et la physiocratie, Boucheporn compta parmi les intendants éclairés de la fin de l'Ancien régime. Désireux de faire une bonne administration et de favoriser le progrès économique, il ne resta pas insensible aux problèmes sociaux qui préoccupaient les administrateurs éclairés de l'époque. »
Par ses ordonnances, il encouragea le développement de la forêt, de l’agriculture (mûriers, arbres fruitiers), de l’industrie (faïence, poterie) et organisa à partir de 1778 un plan d’élargissement des ponts de l'île. Il établit un mode de scrutin pour l’élection des officiers municipaux, et réforma le système des impôts en instituant un « impôt territorial » égal au vingtième du produit de la terre qui se substitua à toutes les autres taxes. « Ayant analysé avec justesse le sentiment national insulaire », Boucheporn s’employa à réconcilier un pays encore grandement troublé par les récents soulèvements paolistes.
Comme le remarque l'historien Ange Rovere, le discours que l’intendant Boucheporn prononce à l’Assemblée des États de Corse, en 1775, résume bien la philosophie du pouvoir central représenté par le gouverneur et l’intendant : « Votre élection en pays d’État montre le désir qu’a sa Majesté de faire votre bonheur en vous consultant sur les moyens pour y parvenir. Il n’y a pas de voie plus juste que cette libre communication d’idées entre le souverain par l’intermédiaire de ses commissaires, et la Nation par le biais de ses représentants. » (Rovere, 1985).
À Bastia, Mme de Boucheporn se lia avec Letizia Bonaparte (née Ramolino), mère de Napoléon, et fut ainsi la marraine de Louis Bonaparte, frère de Napoléon et futur roi de Hollande (2 septembre 1778) dont le parrain était M. de Marbeuf. Peu de temps après, Boucheporn aida de « son crédit et peut-être même de sa bourse le jeune Napoléon Bonaparte à entrer à l’École de Brienne. » (Durand, 1866). Ainsi, dès 1776, Boucheporn écrivait-il au comte de Saint-Germain, ministre de la guerre de Louis XVI : « M. de Buonaparte a toujours été très attaché au gouvernement et il est vraiment hors d'état de procurer à ses enfants une éducation convenable. En général, la noblesse corse est pauvre et il est intéressant d'accueillir les désirs qu'elle marque de faire élever ses enfants en France. »
Lors de son séjour corse, Boucheporn, recueillit chez lui Pierre Baillot (1771-1842) alors jeune musicien violoniste, orphelin à douze ans d’un magistrat mort à Bastia. Il l'envoya à Rome, avec ses propres enfants, pour étudier auprès du musicien Pollani (élève lui-même du violoniste et compositeur Pietro Nardini). Un temps secrétaire de l'intendant, Pierre Baillot part à Paris en 1791 où il travaillera auprès de Giovanni Battista Viotti. Il fut professeur au Conservatoire de Paris (1799), et eut une brillante carrière de concertiste, notamment comme premier violon à l’Opéra de Paris et à la Chapelle Royale (1821-1831). On lui doit neuf concertos pour violon.
Selon José Colombani, « l'œuvre de l'Intendant de Boucheporn a été prépondérante : on peut le ranger parmi les plus grands Intendants ». En récompense de ses services, le roi conféra à l’intendant le titre de conseiller honoraire du parlement de Metz, où il fut reçu le 23 avril 1781.

## Intendant de Pau et de Bayonne, puis Auch (1785-1790)
Boucheporn fut nommé intendant de Pau et Bayonne en avril 1785, et prit ses fonctions en décembre de cette même année. À la suite d'un édit du 26 juillet 1787 qui réorganisa la généralité, Boucheporn devint intendant d’Auch et Pau. Il conserva ses fonctions jusqu'au 6 octobre 1790.
Durant son temps à l’intendance, il s’efforça de continuer le travail de modernisation administrative entreprise par ses prédécesseurs Antoine Mégret d'Étigny et Le Camus de Neuville, notamment en matière de procédures et de contentieux administratifs, ainsi qu’à améliorer les relations de l’intendance avec le Parlement de Pau, les États du Béarn ou de Bigorre, et les communautés municipales. Ainsi, selon Ardascheff, l’intendant Boucheporn prend-il « la défense de l’organisation municipale du pays qui était altérée par le système de la vénalité des charges ». C’est dans cet esprit, en 1786, qu'il écrit à Calonne, Contrôleur général des finances: « Il parait plus juste et plus utile, que ces communautés aient elles-mêmes le choix des administrateurs de leurs biens. » (Ardascheff, 1909). En 1789, « il concourut à prévenir la disette qui sévit dans presque toutes les autres provinces. » (Palanque, 1908 ; Hoefer, 1853). Selon M. Brégail, à Auch « l'intendant de la généralité est un protecteur éclairé des arts et artiste lui-même. Des soirées musicales très brillantes ont lieu fréquemment dans les salons de l'intendance. Son secrétaire, le compositeur Baillot y fait admirer son jeune talent. »
Pour l'historien universitaire britannique Peter Jones, « Turgot, Bertier fils, Antoine de la Galaizière et Bertrand de Boucheporn étaient tous des intendants qui devenaient impatients face à la politique d'aller-et-retour des reformes. À plusieurs égards, ils étaient des hommes en avance sur leur temps: les avocats d'une certaine forme de partage du pouvoir plus que les représentants zélés d'une monarchie absolue traditionnelle. » En 1787, Boucheporn est, à Saint-Gaudens, vénérable d'honneur de la loge d'adoption La Candeur, installée en 1775.
Dans un ouvrage sur le Béarn à la fin de l'Ancien Régime, Pierre Moulonguet écrit: « Le dernier intendant que la Révolution trouva en fonctions fut M. de Boucheporn, nommé en 1784 à l'intendance de Pau et Bayonne. C'était un homme consciencieux et habile ; sa vie privée fut des plus honorables et il fut toujours un protecteur éclairé des arts. Il eut à calmer l'effervescence qui se manifesta dans les années qui précédèrent la Révolution et il sut maintenir son autorité intacte sans violence, par un esprit d'équité dont on ne le vit jamais s'écarter. »

## Exécuté sous la Terreur (1794)
Après la suppression de la généralité, en octobre 1790, Boucheporn se retira à Toulouse, rue Vélane, et deux de ses fils émigrèrent pour servir dans l’armée des Princes.
Sous la Terreur, il fut arrêté une première fois le 2 juin 1793, puis une deuxième fois le 28 septembre et incarcéré à la prison de la Visitation, à Toulouse.
Dans le Tableau des prisons de Toulouse sous le règne de Robespierre publié en 1794 par le citoyen Pescayre, détenu, on peut lire le témoignage suivant : « Le citoyen Boucheporn, ci-devant Intendant d'Auch, a été traduit à la conciergerie pour être jugé par le tribunal révolutionnaire ; qu’au nom d'intendant, le lecteur judicieux ne se prévienne pas, qu'il sache que cette qualité loin de jeter de la défaveur sur sa personne, donne un nouvel éclat à ses vertus et que l'usage qu'il fit de son autorité est la censure la plus amère de la conduite de ses pareils. Doux, poli, honnête, humain et compatissant, son désintéressement et son amour pour la justice le rendirent digne de l'estime publique (…) La conduite qu'il avait tenue avec nous pendant sa détention excita si fort notre sensibilité, que le mandat d’arrêt qui vint l'arracher de notre prison, nous plongea, pour ainsi dire, dans le désespoir et rendit la consternation générale. »
Il comparut le 20 février 1794 devant le Tribunal révolutionnaire de Toulouse qui condamna à mort « Boucheporn, aristocrate et ennemi de la chose publique, [qui] avait entretenu des intelligences et des correspondances coupables avec les émigrés et d’autres ennemis de la patrie. » (Duboul, 1894 ; Durand, 1866).
Boucheporn fut guillotiné le même jour sur la place de la Liberté à Toulouse, et fut ainsi « la 9e des 31 victimes que le Tribunal révolutionnaire allait faire à Toulouse. »
Dans une étude publiée dans les Annales historiques de la Révolution française, Alain Cohen rappelle : « Le nombre d’intendants poursuivis ne fut pas négligeable, soit une quinzaine, alors que trente-quatre étaient en fonction en 1789. La proportion d’intendants condamnés à mort et exécutés est assez forte par rapport au nombre d’intendants poursuivis (neuf sur quinze), soit 60 %. Toutefois, le bilan des condamnés à mort doit être affiné. En effet en 1789, trois parmi ces derniers n’étaient plus intendants depuis un certain nombre d’années. »
Parmi les biens confisqués à Boucheporn, une importante collection de tableaux anciens et d’œuvres d’art rejoignit le fonds du Musée d’Auch (liste détaillée dans Palanque, 1908, p. 179 et suiv.).
Un Éloge historique de Monsieur de Boucheporn a été prononcé par Anatole Durand de Distroff, le 4 décembre 1865, à l’ouverture de la conférence des avocats à la cour impériale de Metz. (Durand, 1866).

## Famille
La famille Bertrand de Boucheporn est originaire de Metz. La filiation connue remonte à la fin du XVIe siècle jusqu'à Humbert Bertrand, dont le fils Jean Bertrand, aman de Saint Ferroy et greffier au bailliage de Metz, épousa Antoinette Bague par contrat du 16 janvier 1613. (Poirier, 1899). Le petit-fils de Jean Bertrand, Nicolas-Louis Bertrand, né à Metz le 30 octobre 1639, secrétaire et greffier de la ville de Metz, fut « pourvu le 29 juin 1689 d’un des quatre offices anoblissant de conseiller du roi, trésorier général de France, intendant de ses finances et gabelles de Metz. Il obtint de d'Hozier, le 30 janvier 1697, un brevet d’armoiries. » (Chaix d’Est-Ange, 1905).
Par son père, Louis-Pierre Bertrand de Chailly (1709-1773), conseiller au parlement de Metz (1735), seigneur de Boucheporn(du nom d’un fief apporté par sa mère, Nicole George, fille de Jean George (1656-1732), trésorier de France), Boucheporn « appartenait à l’une des familles les plus honorables du parlement de Metz » (Durand, 1866), qui avait déjà donné trois générations de conseillers au parlement où, outre son père, siégeait également son oncle, Nicolas-Louis François Bertrand (1705-1783)  qui fut le 420e maître-échevin de la ville de Metz (1767-1780). (Jean-François, 1773). Parmi les frères de son père, l'aîné, Jean-François Bertrand (1709-1743), était capitaine au régiment de Provence et le plus jeune, Louis Bertrand (1713-1776), de la Compagnie de Jésus, eut à subir les rigueurs liées au bannissement des Jésuites instruit par les parlements (1761-1763) et sanctionné par un édit du roi Louis XV en novembre 1764.
Sa mère, Marguerite-Henriette Salomon (1717-1786), issue d’une famille de magistrats messins puis alsaciens anoblis à la fin du XVIIe siècle et que certaines traditions font remonter à une origine vénitienne, était la fille de Pierre Salomon (1692-1747), avocat au parlement de Metz, puis conseiller correcteur à la cour des comptes de ce même parlement (1726-1747). Elle était la nièce de Nicolas Salomon (1695-1740), écuyer, qui fut reçu premier avocat général au conseil souverain d’Alsace (1725). (Begin, 1829). L’écrivain allemand Ernst von Salomon (1902-1972), auteur des romans Les Reprouvés, Les Cadets et du monumental ouvrage Le Questionnaire, est issu de cette famille, par filiation de Louis-Gatien de Salomon qui avait pris service en Prusse et épousa, en 1789, Constantine de Petit, fille du chancelier de la cour souveraine de justice du duché de Gueldres. (Lehr, 1870).
Du mariage de Louis-Pierre Bertrand de Chailly et Marguerite-Henriette Salomon (Metz, 1739) naquirent dix enfants, dont : Claude-François (né en 1741, objet de cette notice) ; Nicolas-Louis Bertrand d'Oberviese (né en 1747), officier d'infanterie, lieutenant au Régiment de Touraine (1760), lieutenant-colonel commandant le 3e Bataillon de la Somme (1791) jusqu'en octobre 1793 lorsqu'il fut démis comme ex-noble ; et René-François Henry Bertrand de Chailly (né en 1759), chanoine de la cathédrale de Metz (1781), qui émigra en 1792 avec deux de ses sœurs, Marie Catherine (née en 1744) et Marie Judith Louise (née en 1753).

### Descendance
Boucheporn épousa en 1765 Barbe Catherine Dancerville (1742-1803), fille de Jean-Pierre Dancerville, président au Présidial de Metz (1740), de laquelle il eut huit enfants, dont :
- Claude-Charles Bertrand de Boucheporn, (1768-1792), qui fit ses preuves de noblesse en 1782 pour être admis aux Écoles royales militaires[43]. Sous-lieutenant au régiment de Brie en 1784[44], mort en émigration à Fribourg-en-Brisgau[45].
- René Bertrand de Boucheporn, (1770-1842), émigré, sous-lieutenant à l'armée de Condé, lieutenant au régiment de Dillon puis au Queen's Own Germans Regiment[46], capitaine ; préfet du Palais du roi de Hollande, Louis Bonaparte (1806), receveur général des finances de la Haute-Marne (1810) ; baron héréditaire par lettres patentes du roi Charles X (1830) ; chevalier de Saint Louis [47] ; chevalier de la légion d'honneur (1815)[48]. Marié à Marie Tinot (1783-1844)[49], sous-gouvernante des enfants de Hollande. Une de leurs filles, Louise Stéphanie Napoléone (1807-1847), filleule de Napoléon III, épouse en 1830 Benjamin Nadault de Buffon (1804-1880), ancien élève de l'École polytechnique (1823), ingénieur des ponts-et-chaussées, hydrologue[50].
- Anne-François Louis Bertrand, Baron de Boucheporn (1771-1823), émigré, grand maréchal à la cour du roi de Westphalie[51], Jérôme Bonaparte ; baron d’Empire (1812), directeur de la poste de Metz, chevalier de Saint Louis. Marié en 1808 à Flore-Pierrette de Montmartre Desportes (1791-1824), il eut cinq enfants : l'aînée, une fille, Caroline (1810-1877), qui épousa Constant Quesney (dont postérité) ; deux fils : Félix de Boucheporn (1811-1857), ancien élève de l' École polytechnique, ingénieur des mines, géologue, membre de l’Académie impériale des Sciences, Belles-Lettres et Arts de Bordeaux ; et Victor Charles (1819-1880), ancien élève de l’École polytechnique, chef d'escadron d'artillerie, officier de la Légion d'honneur[52] ; et deux filles : Louise et Léonie[53]. Pierre-René Bertrand, baron de Boucheporn (1852-1931), fils de Felix de Boucheporn, ancien élève de l’ École polytechnique (1872), capitaine d’artillerie, chevalier de la Légion d'honneur[54], sans postérité[55], adopta en 1917 Roger de Bazelaire de Saulcy (1890-1954), officier de cavalerie, son lointain neveu, qui releva le nom de Boucheporn[56].
- Marie-Honoré Bertrand de Boucheporn (1772-1844), sous-lieutenant au régiment de Bassigny en 1791, engagé dans six campagnes à l'armée de Condé[57], préfet du palais du roi de Westphalie, sous-inspecteur de la loterie royale, chevalier de Saint Louis. (Michel – 1855 ; Nicolas – 1998). Il épousa Joséphine Poutet (1777-1818), fille d' Henri-Jacques, baron de Poutet (1738-1793), conseiller au parlement de Metz, maître-échevin (1780) puis maire de cette ville (1790), guillotiné à Paris le 9 mai 1793[58]. Une de ses filles, Marie Louise Judith (1804-1890), se maria avec Alphonse Auvity (1799-1860), ancien élève de l’ École polytechnique, officier d'artillerie qui s'illustra notamment au Siège de Constantine (1837), général de division, commandeur de la Légion d'honneur[59].
- Marie Philippine Bertrand de Boucheporn (1774-1851), mariée en 1795 à Pierre Joseph Chédeaux (1767-1832), maire de Metz (1815) puis député de la Moselle (1831)[60].

### Armoiries
Écartelé aux 1 et 4 d’azur à une pomme de pin d’argent tigée et feuillée de même ; aux 2 et 3 de gueules à trois annelets entrelacés d’or.
Les armes de la famille Bertrand de Boucheporn sont rappelées dans le blason du village de Boucheporn, en Moselle, qui reprend également, au 1er quartier, les armes de l'abbaye de Longeville-lès-Saint-Avold, dont le village dépendait au Moyen-Âge. 

## Sources imprimées
- Claude-François Bertrand de Boucheporn, Discours prononcé par Monsieur de Boucheporn, Intendant de Corse, à l'ouverture des États de l'Ile, Bastia, 26 mai 1785, Imprimerie de la Veuve Batini (BNF-Gallica)
- Assemblée provinciale de la généralité d'Auch, Auch, 19 novembre 1787 (BNF-Gallica). Établissement du règlement de ladite assemblée.
- Extrait des registres de la sénéchaussée de Bigorre, Audience extraordinaire tenue par M. de Boucheporn, Tarbes, 2 juillet 1788 (Archive.org)